# Wolonturystyka
Wolonturystyka (inaczej turystyka wolontariacka) – dziedzina turystyki łącząca wyjazdy turystyczne z pracą wolontariacką. 

## Opis
Termin ten używany jest w krytycznej ocenie zjawiska wolontariatu zagranicznego, który łączy nieodpłatną pracę z podróżowaniem do miejsc o niższych zasobach, celem działań na rzecz lokalnej społeczności. Na ogół działalność ta związana jest z edukacją, zdrowiem, środowiskiem i gospodarką.
W optymalnym wariancie aktywności wolontariackie są prowadzone przez organizacje non-profit w celu poprawy sytuacji społecznej i stwarzają szanse dla wolontariuszy i wolontariuszek na niesienie pomocy innym dzięki swym umiejętnościom. 
Turystyka wolontaryjna jest dziedziną o wielkim potencjale, jednak zjawisko to jest również szeroko krytykowane, gdyż jej rozwój i komercjalizacja prowadzą do powstawania wielu nowych trudności, jak i pogłębiania już istniejących.

## Rozwój wolonturystyki
Rozwój wolonturystyki sięga połowy XIX wieku, kiedy środki transportu, takie jak pociągi i statki, umożliwiły zamożnym turystom wyprawy do mniej zasobnych kurortów i niesienie tam pomocy charytatywnej. Już jedno z pierwszych biur turystycznych, którego założycielem był Thomas Cook, włączyło taką działalność do swojej oferty. Turyści i turystki mogli rozdawać chleb potrzebującym społecznościom lokalnym, co jednak działo się w kontrolowanych warunkach, bez narażania na niepożądany kontakt z ubogą społecznością i z ekspozycją na brutalną rzeczywistość.  
W latach 60. i 70. XX wieku wolunturystyką zajęły się organizacje międzyrządowe, kiedy to zaczęły powstawać inicjatywy, takie jak Korpusy Pokoju czy Wolontariat Zamorski.
Popularyzacja podróżowania do odległych miejsc i zwiększenie się świadomości turystów względem społecznych i gospodarczych dysproporcji, sprawiły, że programami wolonturystycznymi zainteresowały się biura podróży.
W XXI wieku wolonturystyka to jedna z najszybciej rozwijających się gałęzi turystyki, przyciągająca 10 milionów wolontariuszy-turystów i warta około dwóch miliardów dolarów rocznie.
Wolonturystyka została poddana dogłębnej analizie w 2000 roku, a rosnąca liczba artykułów naukowych poddaje krytyce motywacje i doświadczenia wolonturystów.

## Krytyka

### Motywacje
Programy wolonturystyczne to często działalność prowadzona przez firmy nastawione na zysk, a nie przez organizacje charytatywne. Choć celem wolontariuszy i wolontariuszek może być wspieranie społeczności lokalnych, ich rzeczywiste pobudki mogą mieć niewiele wspólnego z altruizmem. 
Według badania przeprowadzonego przez Rebeccę Tiessen, motywacje wskazane przez uczestników i uczestniczki na ogół mieszczą się w kategorii rozwoju osobistego (np. rozwijanie umiejętności, poznawanie innych kultur, decyzje o ścieżce kariery itp.), podczas gdy względy związane z wywieraniem pozytywnego wpływu społecznego nie były wymieniane. Wyniki badań ukazują jednostronny kierunek przepływu korzyści: od społeczności lokalnych do wolontariuszy i wolontariuszek.

### Kwalifikacje i kompetencje
Kolejnym zarzutem wobec wolonturystyki jest nieprawidłowy proces rekrutacji osób, który zwykle zależy od chęci i opłaty podróżujących, a nie od ich kwalifikacji, doświadczenia czy kompetencji. Wyjazdy wolontariackie zwykle charakteryzują się określonym wiekiem uczestników i uczestniczek oraz czasem trwania. Turyści i turystki są często młodymi dorosłymi (w wieku 15–30 lat), a podróż jest zwykle krótkoterminowa (poniżej trzech miesięcy).  
Krótkoterminowi wolontariusze i wolontariuszki zazwyczaj nie są odpowiednio przeszkoleni do projektów, w których będą brać udział, a mogą one obejmować działalność wymagającą konkretnych specjalizacji, takich jak pomoc medyczna, szkolnictwo czy też budownictwo.  
Z tego powodu projekty są często niskiej jakości, nieskuteczne (np. ciągłe zmiany nauczycieli), krótkotrwałe, wymagają poprawy (np. błędy podczas budowania szkół w Kambodży) lub wręcz skutkują nadużyciami (np. sztucznie powstające domy dziecka, niekompetentna pomoc medyczna czy też niekompetentnie prowadzone schroniska dla dzikich zwierząt).

### Pogłębianie już istniejących problemów i nadużycia
Wolonturystyka może przyczyniać się do pogłębiania problemów lub nawet powstawania nowych nadużyć i konfliktów. Na przykład turyści i turystki w programach wolonturystycznych są krytykowani za pogłębianie problemu bezrobocia, ponieważ wykonują pracę, za którą lokalne społeczności mogłyby dostawać wynagrodzenie.
Z kolei konsekwencją zajęć z dziećmi w szkołach lub sierocińcach, jest zjawisko utowarowienia nieletnich, napędzania handlu ludźmi, intencjonalnego okaleczania czy zaniedbywania dzieci lub innego ich wykorzystywania. Według raportu UNICEF-u, 85% nepalskich podopiecznych przebywających w sierocińcach ma co najmniej jednego żyjącego rodzica.  

### Wolonturystyka a neokolonializm
Wolonturystyka jest krytykowana za wzmacnianie neokolonialnej narracji o bezradnym Południu i micie białego zbawcy. Szerokie rozpowszechnianie materiałów o wyjazdach pomocowych zwiększa ekspozycję mediów i odbiorców na temat ubóstwa społeczności globalnego Południa i stygmatyzuje je jako nieudolne.
W podobny sposób, zamiast do zmian i walki ze społecznymi nierównościami, dochodzi do odpolitycznienia globalnych problemów i wzmocnienia neokolonialnego systemu, gdzie prawdziwymi beneficjentami i beneficjentkami programów są wolontariusze i wolontariuszki – to oni i one nabywają nowe doświadczenia, kwalifikacje i kapitał kulturowy. Umacnia się w nich przekonanie o tym, że ubóstwo to problem losowy, a nie wynik utrwalonych systemów i struktur, których sami mogą być częścią.